# Molophilus (Molophilus) zwickorum
Molophilus (Molophilus) zwickorum is een tweevleugelige uit de familie steltmuggen (Limoniidae). De soort komt voor in het Australaziatisch gebied.